# Oinari

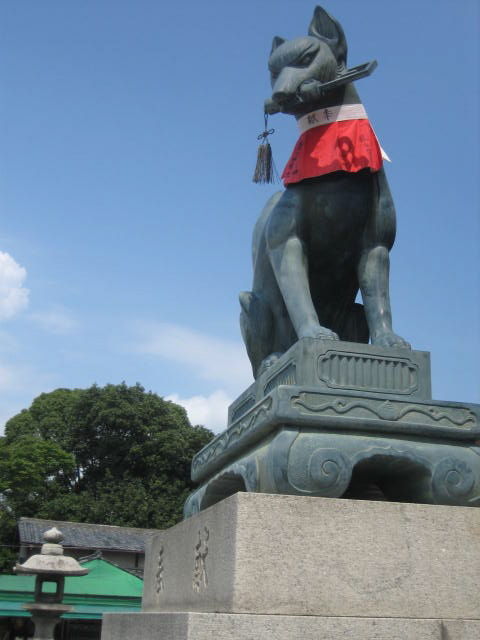
Kitsune d'Inari

Inari (稲 荷) o Oinari és la deïtat japonesa de la fertilitat, l'arròs, l'agricultura, les guineus, la indústria i l'èxit en general. Sol representar-se com una deïtat masculina, femenina o andrògina, i de vegades es representa com un conjunt de 3 o 5 deïtats. Aquesta deïtat és popular tant en la religió xintoista com la budista. Les guineus d'Inari, o kitsune, són d'un blanc pur o daurat i actuen com els seus missatgers.